# Birgit Schwaner
Birgit Schwaner (* 1960 in Frankenberg, Deutschland) ist eine deutsche Autorin und Journalistin, die seit 1984 in Wien lebt und arbeitet.

## Leben und Werk
Nach Beendigung des Studiums der Germanistik und Philosophie (Mag. phil.) an der Wiener Universität schrieb Birgit Schwaner anfänglich Artikel, Reportagen und Essays für österreichische Tageszeitungen (zumeist „Wiener Zeitung“) und Magazine, vorrangig zu Themen der Kulturgeschichte, Literatur und Gegenwartskunst. Von 1995 bis 1998 verfasste sie, neben zahlreichen Rezensionen, die Kolumne „anderseits“ für das Magazin „Buchkultur“.
Ab 1994 veröffentlichte die Autorin literarische Texte in Literaturzeitschriften und Anthologien und schrieb ab 2000 auch Hörspiele. In weiterer Folge erschienen zahlreiche Publikationen – Prosa, wie  beispielsweise „Lunarische Logbücher“ oder 2013 die dystopische Erzählung „Polyphems Garten“.
Ihre Sachbücher erschienen ab 2007 zunächst im Metro- und im Pichlerverlag und behandeln vor allem Sujets der österreichischen bzw. Wiener Kulturgeschichte und Geschichte.

## Werke

### Prosa
- Jackls Mondflug, Klever, Wien 2017
- Polyphems Garten, Klever, Wien 2013
- Held. Lady. Mops, Improvisation. Klever, Wien 2010
- Lunarische Logbücher, Ritter, Klagenfurt 2007
- Mördermaschine, Heft mit Fotografien von Wolfgang Lengheim, KIR (Kleine idiomatische Reihe), Wien 2007

### Hörspiele
- Hirnsegel, ahoi!, Literatur als Radiokunst im ORF-Kunstradio, Ursendung 10. Juni 2012, 16:09 (Produktionsnotizen)
- Don Schote und Rasinante, Regie: Renate Pittroff – ORF, Ursendung 8. November 2004
- Den Mond hierhin … (nach dem gleichnamigen Einakter), Regie: Renate Pittroff, ORF, Ursendung 7. Juli 2003
- Mondmaschine selbdritt, Regie: Lucas Cejpek – ORF – Ursendung 26. November 2001
- 4 Hüte mit Frauen: 1 Frühlingswachen oder: Oh, hier flattert die Hülle des Lebens, Regie: Renate Pittroff, ORF, Ursendung 11. September 2000

### Sachbücher
- Prinz Eugen. Portrait des Strategen als Kunstmäzen, Metroverlag, Wien 2010
- Die Wittgensteins. Kunst und Kalkül, Metroverlag, Wien 2008
- Das Wiener Kaffeehaus. Legende, Kultur, Atmosphäre, Pichler, Wien 2007
- Jüdisches Wien, Reiseführer. Wien: Metro, 2007
- Das Buch der österreichischen Namen, Ursprung Eigenart Bedeutung. Zus. mit Heinz D. Pohl, Pichler, Wien 2007

## Auszeichnungen
- Siemens Literaturpreis; Österreichisches Staatsstipendium für Literatur
- Stipendium der „Stiftung Künstlerdorf Schöppingen“
- Autorenprämie des Österr. Bundesministeriums für Unterricht, Kunst und Kultur
- Stipendium Künstlerhof Schreyahn